# Jatisari (Madang Suku I)
Jatisari is een bestuurslaag in het regentschap Ogan Komering Ulu van de provincie Zuid-Sumatra, Indonesië. Jatisari telt 2369 inwoners (volkstelling 2010).